# Wuxi Classic
De Wuxi Classic was een jaarlijks snooker invitatietoernooi van 2008 tot 2014 in China. Er werd gespeeld in de steden Nanjing en Wuxi. Het toernooi werd gehouden in begin juni, helemaal aan het begin van het seizoen.

## Erelijst
| Seizoen                       | Verslag                       | Winnaar                       | Verliezend finalist           | Score                         |
| Jiangsu Classic (non-ranking) | Jiangsu Classic (non-ranking) | Jiangsu Classic (non-ranking) | Jiangsu Classic (non-ranking) | Jiangsu Classic (non-ranking) |
| ----------------------------- | ----------------------------- | ----------------------------- | ----------------------------- | ----------------------------- |
| 2008/09                       | JC '08                        | Ding Junhui                   | Mark Selby                    | 6-5                           |
| 2009/10                       | JC '09                        | Mark Allen                    | Ding Junhui                   | 6-0                           |
| Wuxi Classic (non-ranking)    |                               |                               |                               |                               |
| 2010/11                       | WC '10                        | Shaun Murphy                  | Ding Junhui                   | 9-8                           |
| 2011/12                       | WC '11                        | Mark Selby                    | Ali Carter                    | 9-7                           |
| Wuxi Classic (ranking)        |                               |                               |                               |                               |
| 2012/13                       | WC '12                        | Ricky Walden                  | Stuart Bingham                | 10-4                          |
| 2013/14                       | WC '13                        | Neil Robertson                | John Higgins                  | 10-7                          |
| 2014/15                       | WC '14                        | Neil Robertson                | Joe Perry                     | 10-9                          |